# Leif Målberg
Leif Målberg, né le 1er septembre 1945 à Vegby en Suède, est un joueur de football international suédois qui évoluait au poste de défenseur, avant de devenir ensuite entraîneur.

## Biographie

### Carrière de joueur

#### Carrière en club
Leif Målberg joue en faveur du Vegby SK puis de l'IF Elfsborg.
Il dispute un total de 337 matchs en première division suédoise, inscrivant 8 buts dans ce championnat.

#### Carrière en sélection
Avec l'équipe de Suède, il joue 4 matchs, sans inscrire de but, entre 1972 et 1973. 
Il joue son premier match en équipe nationale le 6 juin 1972 contre l'Union soviétique, et son dernier le 5 août 1973, face à cette même équipe.
Il figure dans le groupe des sélectionnés lors de la Coupe du monde de 1970. Lors du mondial organisé au Mexique, il ne joue aucun match. Il dispute toutefois un match face à Malte comptant pour les éliminatoires du mondial 1974.

### Carrière d'entraîneur
Il dirige à deux reprises les joueurs de l'IF Elfsborg.

## Palmarès
IF Elfsborg
- Championnat de Suède :
  - Vice-champion : 1965 et 1977.